# Hexura
Hexura es un género de arañas migalomorfas de la familia Mecicobothriidae. Se encuentra en Estados Unidos.

## Lista de especies
Según The World Spider Catalog 11.5:
- Hexura picea Simon, 1884
- Hexura rothi Gertsch & Platnick, 1979